# Nekropole von Sedini

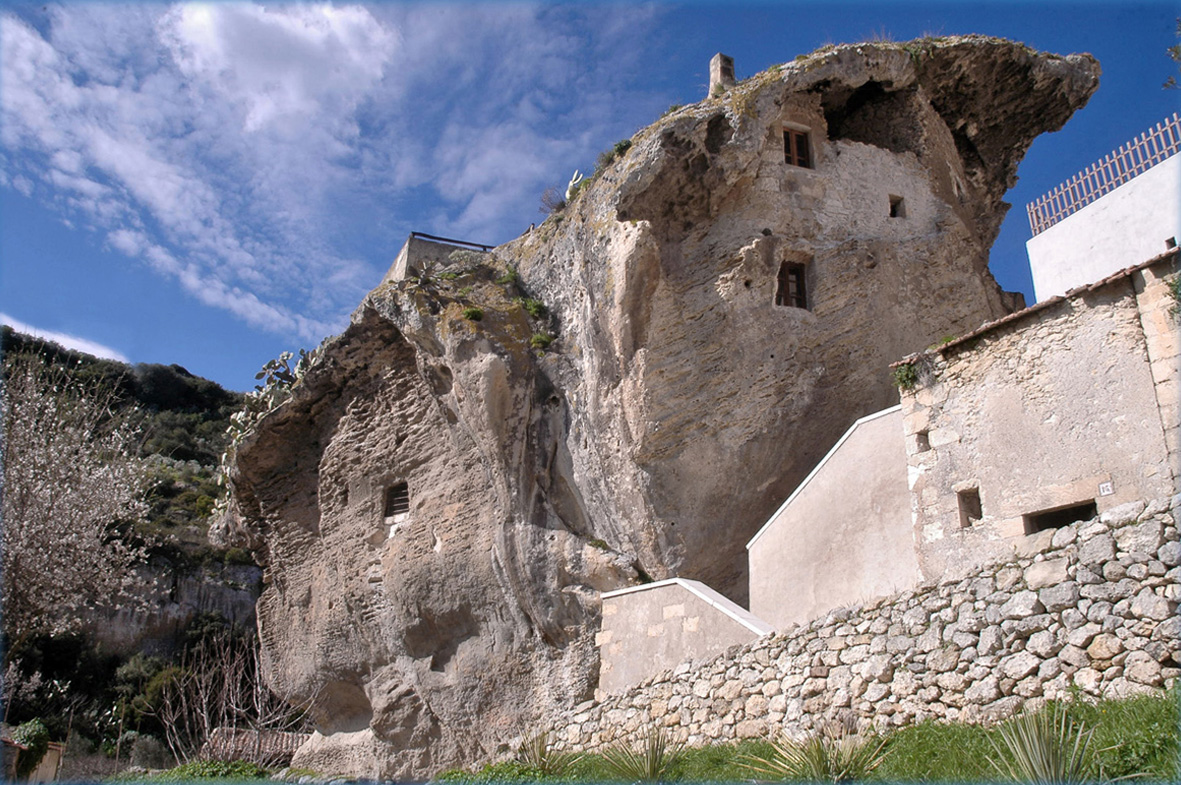
Domus de Janas von Sedini

Die Nekropole von Sedini (lokal auch „La Rocca“, „Sa Rocca“ oder „Kathedrale der Domus de Janas“ genannt) liegt mitten in Sedini in der Metropolitanstadt Sassari auf Sardinien. Es war ursprünglich eine in den Fels gehauene Nekropole von Felsengräbern, deren Ursprung im 4. oder 3. Jahrtausend vor Chr. während der Ozieri-Kultur (3200–2800 v. Chr.), der Monte-Claro-Kultur (2700–2200 v. Chr.) oder deren Nachfolgern liegt.
Drei Details machen „La Rocca“ in Sedini heute einzigartig. Die Felsgräber liegen an der Hauptstraße des Dorfes und nicht, wie in den meisten Fällen in schwer zugänglichen Gebieten. Das zweite ist, dass sie in einem riesigen Felsen, über die Oberfläche verteilt liegen. Die dritte Besonderheit ist, dass der ursprüngliche Charakter über die Jahrhunderte, trotz mehrerer Nutzungsänderungen, in etwa erhalten blieb. Es war Gefängnis, Stall, Geschäft und Partyhaus. Ein Teil bewahrte mittelalterliche Strukturen, mit dem Herd im felsigen Boden in der Mitte des Raumes und in den Fels gehauenen Wendeltreppen.
Mitte der 1990er Jahre wurde es von der Stadt erworben und in ein Museum der ethnographischen Traditionen von Sedini und Anglona verwandelt.

Nekropole von Sedini
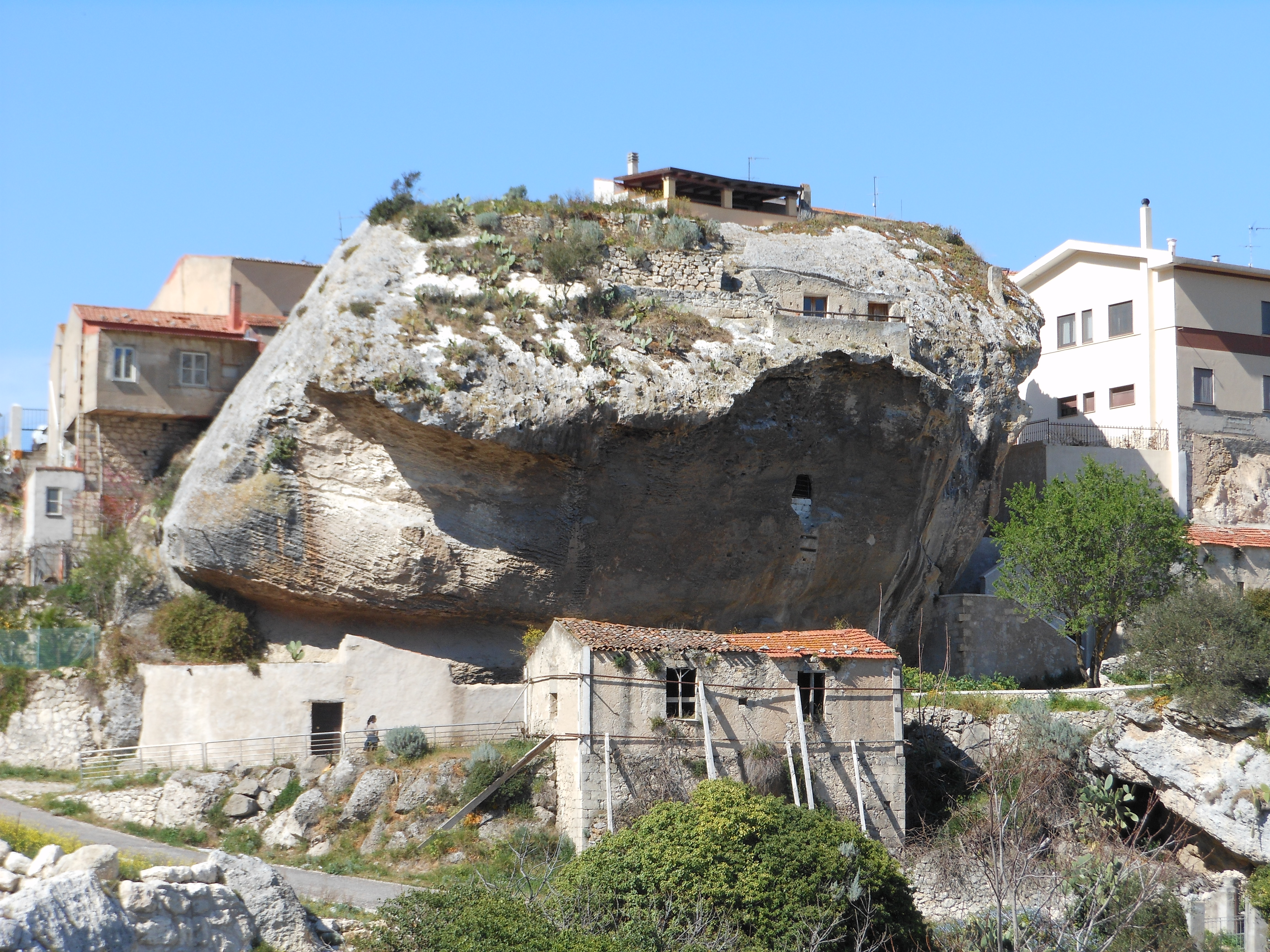
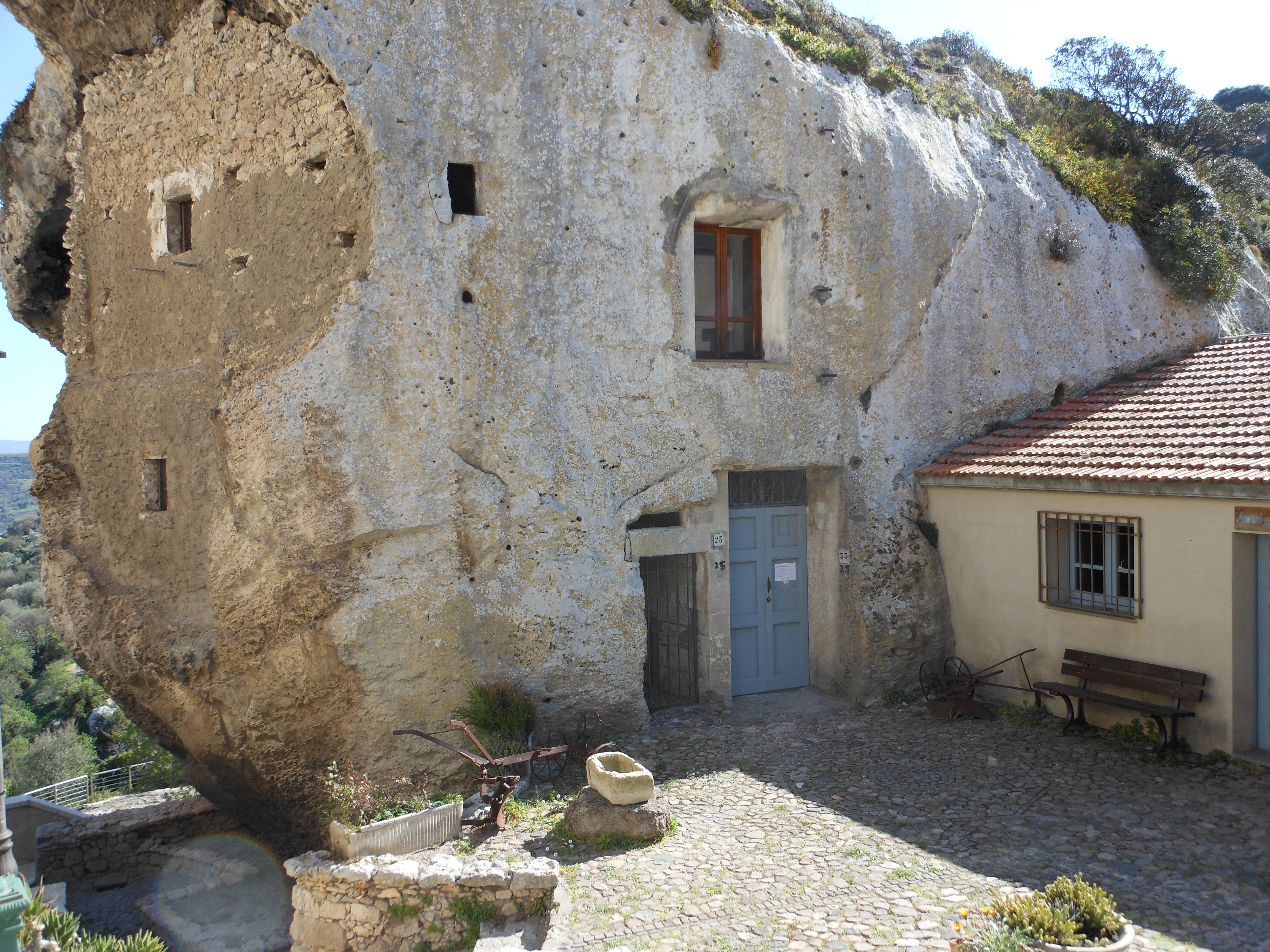
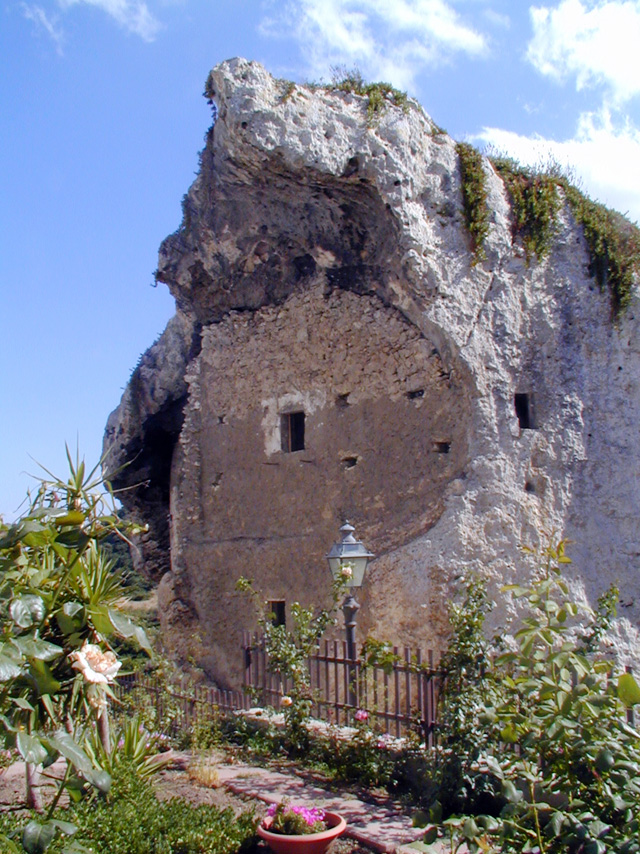